# الجريمة المنظمة في إيطاليا

حدوث ابتزاز الجريمة المنظمة في إيطاليا حسب المقاطعة

انتشرت الجريمة المنظمة في إيطاليا ومنظماتها الإجرامية في إيطاليا ، وخاصة جنوب إيطاليا ، لعدة قرون وأثرت على الحياة الاجتماعية والاقتصادية للعديد من المناطق الإيطالية منذ القرن التاسع عشر على الأقل. هناك ست منظمات محلية كبرى شبيهة بالمافيا تنشط بشكل كبير في إيطاليا. أقدم وأقوى هذه المنظمات، والتي بدأت في التطور بين عامي 1500 و1800، هي ندرانجيتا من كالابريا (تعتبر حاليًا أقوى منظمة إجرامية في العالم)، وكوزا نوسترا من صقلية ، وكامورا ومقرها كامبانيا . بالإضافة إلى هذه المنظمات الثلاث الراسخة، هناك أيضًا ثلاث عصابات جريمة منظمة أخرى نشطة بشكل ملحوظ تأسست في القرن العشرين: ستيدا في صقلية، وساكرا كورونا يونيتا وسوسيتا فوجيانا ، وكلاهما من بوليا .
أربع مجموعات إجرامية منظمة إيطالية أخرى، وهي باندا ديلا ماجليانا في روما ، ومالا ديل برينتا في فينيتو ، وباندا ديلا كوماسينا وتوراتيلو كرو ، وكلاهما مقرهما في ميلانو ، كان لهما تأثير كبير في ذروة قوتهما ولكنهما الآن ضعفا بشدة. من قبل سلطات إنفاذ القانون الإيطالية أو حتى اعتبارها قديمة أو غير نشطة. وتنشط حاليًا مجموعة أخرى، وهي جماعة باسيليشي في منطقة بازيليكاتا ، ولكن يُعتقد أنها وقعت في الغالب تحت تأثير جماعة "ندرانجيتا" الأكبر والأكثر قوة. تشمل مجموعات الجريمة الأخرى عشيرة كازامونيكا ، وهي منظمة إجرامية معظمها من عرقية السنتي الموجودة في روما وتعمل في منطقة كاستيلي روماني وساحل لاتسيو . تم حل أحدث إنشاء للجريمة المنظمة الإيطالية (IOC)، Mafia Capitale (التي كانت جزئيًا خليفة أو استمرارًا لـ Banda della Magliana، والتي تضم العديد من أعضاء وشركاء Banda della Magliana السابقين)، في الغالب من قبل الشرطة في عام 2014 
أشهر مجموعة جريمة منظمة إيطالية هي المافيا أو المافيا الصقلية (يشار إليها باسم كوزا نوسترا من قبل الأعضاء). كما سميت المجموعة الأصلية " مافيا "، فإن المافيا الصقلية هي أساس الاستخدام العامي الحالي للمصطلح للإشارة إلى مجموعات الجريمة المنظمة. وهي تنشط جنبًا إلى جنب مع كامورا النابولية وندرانجيتا كالابريا في جميع أنحاء إيطاليا، ولها تواجد أيضًا في بلدان أخرى. 
تشير التقديرات إلى أن إيرادات المافيا تصل إلى 7-9% من الناتج المحلي الإجمالي لإيطاليا.    حدد تقرير صدر عام 2009 610 comuni تتمتع بحضور قوي للمافيا، حيث يعيش 13 مليون إيطالي ويتم إنتاج 14.6% من الناتج المحلي الإجمالي الإيطالي.   تعد ندرانجيتا كالابريا ، إعتبارًا من عام 2022، أغنى وأقوى عصابة إجرامية في إيطاليا، وتمثل وحدها أكثر من 3٪ من الناتج المحلي الإجمالي للبلاد.  بمعدل 0.013 لكل 1000 شخص، تحتل إيطاليا المرتبة 47 من حيث أعلى معدل جرائم القتل،  مقارنة بـ 61 دولة، والمرتبة 43 من حيث عدد حالات الاغتصاب لكل 1000 شخص، مقارنة بـ 64 دولة في العالم. وهذه أرقام منخفضة نسبياً بين الدول المتقدمة.